# مسرح تحف العالم

ذات الشعر الأحمر (2009)، العمل الأخير في سلسلة مسرح تحف العالم.

مسرح تحف العالم (World Masterpiece Theater 世界名作劇場) هي مجموعة كبيرة من العروض التلفزيونية اليابانية التي تم اقتباسها من كتب كلاسيكية، بدأت السلسلة عام 1969 حتى ألغيت عام 1997 واستأنف عرضها لاحقًا عام 2007.

## التاريخ
السلسلة الأولى تم إنتاجها بواسطة موشي برودكشن ومن ثم تلتها زويو إيزو، وبعد ذلك خليفته نيبون أنيميشن، نيبون تأسس رسميًا في يونيو عام 1975 في فترة عرض بائع الحليب. أغلب أعمال السلسلة تم عرضها في تلفزيون فوجي. ميازاكي وإيساو تاكاهاتا كلاهما عمل على العديد من أعمال السلسلة. سلسلة مسرح تحف العالم تم إنتاجها بواسطة نيبون أنيميشن لمدة 23 موسم، كل عام يتم اقتباس كتاب كلاسيكي وأستمرت نيبون باقتباس الكتب من بائع الحليب (1975) وحتى دروب ريمي (1997) وتوقفت بعد ذلك. عام 2007 أُحْيِيَت السلسلة بعرض البؤساء، عرض العمل في السابع من يناير على شبكة BS Fuji، في نفس الفترة بعد عام عرض رحلة بورفي الطويلة مما جعله العمل الخامس والعشرين للسلسلة. آخر أعمال السلسلة هو ذات الشعر الأحمر وعرض عام 2009.
حتى الآن، تم دبلجة ستة سلاسل للمتحدثين بالإنجليزية في أمريكا الشمالية وهي: الغابة الخضراء (1973)، مغامرات توم سوير (1980)،فلونة (1981)، نساء صغيرات (1987)، مغامرات بيتر بان (1989)، وزهرة البراري (1992).شبكة قنوات الأنيمي الفضائية، أنيماكس، بثت ايضًا عدد من السلاسل على دفعات، بعد مدة قامت بترجمة ودبلجة العديد من السلاسل وبثها عبر شبكاتها الإنجليزية في شرق آسيا وجنوبها، مثل: سالي، دروب ريمي، نساء صغيرات، وغيرها. هناك سلاسل لاقت نجاحًا في أوروبا، مثل: شما في البراري الخضراء ( عام 1979، وهو العمل الأخير لميازاكي في استوديو نيبون قبل مغادرته)، هايدي، وايضًا سالي.
أمتلكت السلسلة أسماءً عديدة خلال السنين، ولكن مسرح تحف العالم كان اشهرها، نيبون قامت بتسمية السلسلة بالإنجليزية ’’ سلسلة مسرح العائلة الكلاسيكية‘‘.

## أعمال السلسلة

دورورور المنتج عام 1969

### قبل نيبون أنيميشن - مسرح كوميك كالبيس ( 1969-1974)
- دورورو - Dororo and Hyakkimaru عام (1969)
- سلسلة مومين التلفزيونية - Moomin عام (1969-1970)
- لمياء وشيكو - Andersen Monogatari عام (1971)
- ميمون الجديد - New Moomin عام (1972)
- الغابة الخضراء - Yama Nezumi عام (1973)
- هايدي - Heidi, Girl of the Alps عام (1974)

### نيبون أنيميشن - مسرح كالبيس للأطفال (1975-1977)
- بائع الحليب - A Dog of Flanders عام (1975)
- وداعا ماركو - Haha wo Tazunete Sanzenri عام (1976)
- راسكال - Rascal the Raccoon عام (1977)

### مسرح كالبيس للعائلة (1978)
- بيرين - The Story of Perrine عام (1978)

### مسرح تحف العالم (1979-1985)
- شما في البراري الخضراء - Anne of Green Gables عام (1979)
- مغامرات توم سوير - The Adventures of Tom Sawyer عام (1980)
- فلونة - Kazoku Robinson Hyouryuuki عام (1981)
- لوسي - Lucy of the Southern Rainbow عام (1982)
- قصة حنان - Story of the Alps: My Annette عام (1983)
- فتاة المراعي - Katri, Girl of the Meadows عام (1984)
- سالي - Princess Sarah عام (1985)

### مسرح تحف العالم: هاوس فودز (1986-1993)
- بوليانا - The Story of Pollyanna عام (1986)
- نساء صغيرات - Little Women عام (1987)
- الفتى النبيل - Little Prince Cedie عام (1988)
- مغامرات بيتر بان - The Adventures of Peter Pan عام (1989)
- صاحب الظل الطويل - My Daddy Long Legs عام (1990)
- لحن الحياة - Trapp Family Story عام (1991)
- زهرة البراري - The Bush Baby عام (1992)
- نوار - Little Women II: Jo's Boys عام (1993)

### مسرح تحف العالم (1994-1997)
- أسرار المحيط - Tico of the Seven Seas عام (1994)
- عهد الأصدقاء - Romeo no Aoi Sora عام (1995)
- الكلب المشهور لاسي - Famous Dog Lassie عام (1996)
- دروب ريمي - Remi, Nobody's Girl عام (1997)

### مسرح تحف العالم: هاوس فودز (2007-2009)
- البؤساء - Les Misérables: Girl Cosette عام (2007)
- رحلة بورفي الطويلة - The Long Journey of Porphy عام (2009)
- ذات الشعر الأحمر - Kon'nichiwa Anne: Before Green Gables عام (2009)

## طول السلاسل
- مومين - 65 حلقة
- لمياء وتابعها شيكو - 52 حلقة
- مومين (1972) - 52 حلقة
- الغابة الخضراء - 52 حلقة
- هايدي - 52 حلقة
- بائع الحليب - 52 حلقة
- وداعا ماركو - 52 حلقة
- راسكال - 52 حلقة
- بيرين - 53 حلقة
- شما في البراري الخضراء - 50 حلقة
- مغامرات توم سوير - 49 حلقة
- فلونة - 50 حلقة
- لوسي - 50 حلقة
- قصة حنان - 48 حلقة
- فتاة المراعي - 49 حلقة
- سالي - 46 حلقة
- بوليانا - 51 حلقة
- نساء صغيرات - 48 حلقة
- الفتى النبيل - 43 حلقة
- مغامرات بيتر بان - 41 حلقة
- صاحب الظل الطويل - 40 حلقة
- لحن الحياة - 40 حلقة
- زهرة البراري - 40 حلقة
- نساء صغيرات 2 - 40 حلقة
- أسرار المحيط - 39 حلقة
- عهد الأصدقاء - 33 حلقة
- دورورو - 26 حلقة
- الكلب المشهور لاسي - 26 حلقة
- دروب ريمي - 26 حلقة
- ريمي الفتى الشريد - 51 حلقة
- البؤساء - 52 حلقة
- رحلة بورفي الطويلة - 52 حلقة
- ذات الشعر الأحمر - 50 حلقة

## روابط خارجية
- مسرح تحف العالم على موقع ANN anime (الإنجليزية)